# 크로스본 건담
크로스본 건담(영어: Crossbone Gundam, 일본어: クロスボーン・ガンダム)은 《건담 시리즈》에 등장하는 모빌 슈트(MS)로 분류되는 가공의 유인 조종식 인간형 로봇 병기이다. 1994년의 일본 만화 《기동전사 크로스본 건담》에서 처음으로 등장했다.

## 같이 보기
- 기동전사 크로스본 건담